# Wasserloses Tal

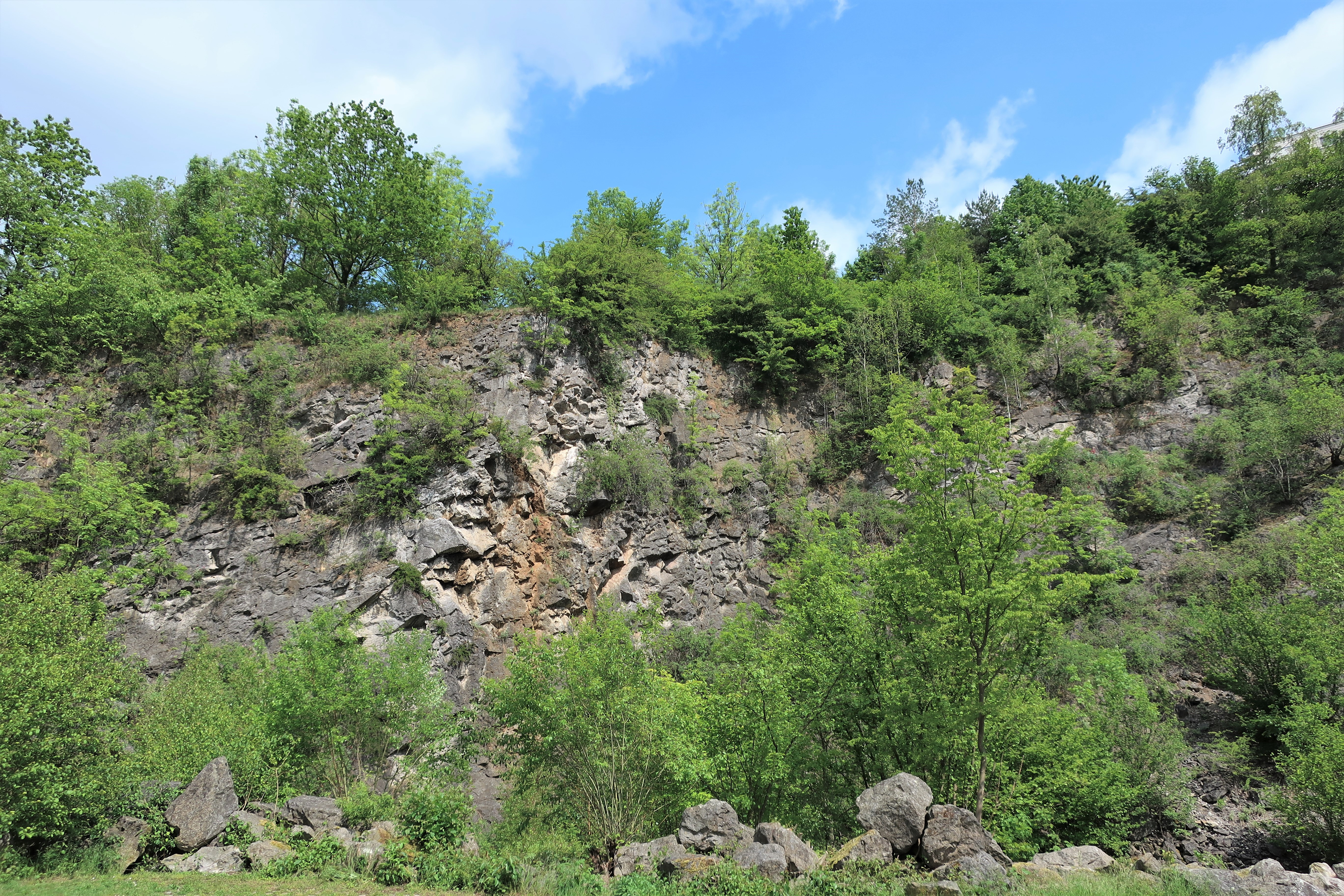
Ehemaliger Steinbruch im Wasserlosen Tal in Hagen

Das Wasserlose Tal ist ein Trockental rechtsseitig des Flusses Volme in Hagen. Es ist durch den Massenkalk geprägt. Das Kalkgestein ist im Hagener Raum mehr als 600 m mächtig.
Die Stadt Hagen kennt 249 Gewässer. Im Wasserlosen Tal fehlen jedoch wegen des Karstuntergrundes die Oberflächengewässer. Ähnlich wie das Wasserlose Tal sind alle von der Emster Hochfläche ins Volmetal und Lennetal hinabführenden Täler Trockentäler, darunter das Elmenhorsttal mit der unteren Berghangstraße, das Volmeburgtal, das Tal an der Donnerkuhle und weitere kleine Tälchen und Geländeeinschnitte.
Eine architektonische Besonderheit ist die Siedlung an der Walddorfstraße. Die Arbeitersiedlung Walddorfstraße der Hagener Textilindustrie Gebr. Elbers AG wurde auf Veranlassung von Karl Ernst Osthaus von dem Münchener Architekten Richard Riemerschmid geplant. Von 87 Häusern wurden aus Kostengründen in den Jahren zwischen 1907 und 1911 nur 11 Häuser realisiert.
Am Ende des Tales, linksseitig und rechtzeitig wurde der Kalk in großen Steinbrüchen abgebaut. Im linksseitigen Bereich wurden drei Höhlen entdeckt, die miteinander das Volmehang-Martinsloch-System bilden. Im linksseitigen, südlichen Steinbruch entstand 1981 die Stadthalle Hagen.